# Black Holes and Revelations
Black Holes and Revelations (с англ. — «Чёрные дыры и откровения») — четвёртый студийный альбом британской рок-группы Muse, выпущенный 3 июля 2006. Запись производилась в Нью-Йорке и Франции. Альбом отразил изменения в стиле группы и отличался от предыдущих альбомов. По мнению музыкантов, на него оказали влияние Queen, Millionaire, Sly and the Family Stone, Depeche Mode, Franz Ferdinand и музыка северной Италии.
Black Holes And Revelations был помещён под #34 в список лучших альбомов XXI века по версии журнала Q в феврале 2008.
За первую неделю продаж в Великобритании было продано 115 144 копии альбома. Альбом также получил звание 4х-платинового. Было выпущено пять синглов. Вокруг планеты прошёл тур музыкантов, включивший выступления в Великобритании, США, Канаде, Австралии и большей части Европы и Азии.

## Предыстория и запись
Предыдущий альбом Muse, Absolution, был выпущен в 2003 году. Однако группа начала писать новый альбом лишь в 2005. Музыканты удалились во французскую провинцию, в небольшую деревню. Мэттью Беллами сказал, что это было сделано, чтобы они могли «сконцентрироваться, провести время в окружении только различных музыкальных влияний». Однако, запись там шла очень медленно и с некоторыми трудностями, в том числе при составлении трек-листа, поэтому группа уехала для окончания записи в Нью-Йорк.

## Музыкальный стиль
Black Holes And Revelations отмечен существенным отходом от стилей предыдущих альбомов и большим разнообразием музыкальных тем. Альбом начинается с «Take a Bow», эпопеи с пульсирующим электрическим темпом и низким басовым тоном, который повышается с голосом Беллами в бурном темпе. Суперпопулярная «Supermassive Black Hole» показала нам полностью новый для Muse звук, с уклоном в дискотечные ритмы и глэм-рок в сочетании с фальцетом Беллами. Возможно, танцевальные мотивы были написаны под влиянием DJing, пока группа была в Нью-Йорке. Песня стала саундтреком к фильму «Сумерки». 

«Map of the Problematique» больше соответствовала звуку прогрессивного рока, отмеченному ещё в предыдущих альбомах, и критики сравнивали её с творчеством Depeche Mode. «Soldier’s Poem», короткая акустическая баллада, была выделена музыкантами как «весьма отличающаяся от чего-либо, что мы делали когда-либо прежде». Ударник Доминик Ховард сказал, что они первоначально собирались записать её с «массивным, эпическим» подходом, но после решили сделать запись этого трека в маленькой студии со старинным оборудованием и несколькими микрофонами. Muse были рады результату, и Ховард описал эту песню как «один из основных треков в альбоме», описав вокал Мэтта как «один из самых удивительных вокалов, которые я когда-либо от него слышал». 

Песню «Knights of Cydonia» Беллами охарактеризовал как «подход эпической стороны группы к почти смешному уровню». 

Некоторые рецензенты выделили «более экзотические» влияния на альбом, такие как трубы и ближневосточные мелодии, «соединение Африки, Хорватии, Турции и Италии».

## Лирическое содержание
Black Holes And Revelations, по мнению некоторых рецензентов, имеет политический подтекст. Альбом начинается с «Take a Bow», которая является «нападением на почти названного политического лидера», что заметно в строках «Corrupt, уou’re corrupt,
bring corruption to all that you touch». След этой темы заметен в треках «Exo-Politics» и «Assassin». Альбом часто затрагивает спорные вопросы, такие как «заговоры мирового правительства, незаконные войны, заговоры и популистские восстания». Мэтт заявил, что он находит «неизвестное стимулирующим воображение», и этот интерес отражен во всех треках альбома. Но большей частью альбом всё же посвящён эмоциональным темам — любви, прощению, сожалению.
Название «Black Holes And Revelations», взятое из текста песни «Starlight», было так объяснено Мэттью Беллами в его интервью сентябрьскому номеру журнала Q в 2006: «Чёрные дыры и откровения — это то, откуда я черпал материал для песен этого альбома. Откровения о себе, о чём-то личном, об истинной природе человека. А чёрные дыры — это те песни, что появились… из менее известных районов Воображения».

## Релиз
Альбом был выпущен 3 июля 2006 в Великобритании, а также в США, Австралии, Тайване и Японии. Альбом стал дважды платиновым в Великобритании 22 декабря 2006. Синглы были выпущены и в Великобритании и в США, хотя они были доступны в каждой стране. Все синглы, за исключением «Map of the Problematique», были доступны на виниле, компакт-диске, DVD (содержащем клип к синглу) и как цифровая загрузка.
В Великобритании первым синглом альбома стал «Supermassive Black Hole», выпущенный до релиза всего альбома, 19 июня 2006 года. Сингл достиг четвёртой позиции в британском сингловом чарте. За ним были выпущены синглы «Starlight», «Knights of Cydonia», «Invincible» и «Map of the Problematique».
Первый сингл, выпущенный в США, был «Knights of Cydonia», увидевший свет 13 июня 2006 года. Следующими синглами стали «Starlight» и «Supermassive Black Hole». «Starlight» стал одним из самых популярных синглов группы в США, достигнув #2 в чарте Billboard Modern Rock Tracks и уступая лишь «Uprising»

## Критика
Black Holes And Revelations были встречены критиками положительно. Однако были и отрицательные отзывы. Pitchfork был среди самых критично настроенных рецензентов и дал альбому очень плохую оценку 4.2, из-за «вымученных звуков и жанров». Билл Лехейн, Антони Торнтон, Крис Хоэрд назвали альбом «раздутым» и чересчур пафосным. Хоэрд раскритиковал «Knights of Cydonia» и «City of Delusion» как «смешные до безобразия», но отметил, что, как это было бы ни удивительно, в целом альбом неплох.

## Тур
В июле 2006 группа объявила, что они проведут самый большой тур, который они когда-либо совершали, в поддержку альбома. Muse посетили все мировые континенты. Несколько концертов на разогреве у My Chemical Romance были отменены после того, как члены группы получили пищевое отравление. Тур в США включал концерт в Madison Square Garden. 

Самый большой концерт тура — две ночи на новом стадионе «Уэмбли» 16 и 17 июня 2007. Они были первой группой, игравшей на вновь открытом стадионе. Концерт изобиловал обширными спецэффектами, которые включали огромные спутниковые антенны, гигантские белые шары с акробатами и тысячи огней. Последний концерт был выпущен на DVD как лайв-альбом, CD включал аудиозапись первого концерта. Оба диска были выпущены одним пакетом под названием HAARP.

## Список композиций
| №   | Название                   | Перевод                                      | Длительность |
| --- | -------------------------- | -------------------------------------------- | ------------ |
| 1.  | «Take a Bow»               | Выходи на поклон                             | 4:35         |
| 2.  | «Starlight»                | Звёздный свет                                | 3:59         |
| 3.  | «Supermassive Black Hole»  | Сверхмассивная чёрная дыра                   | 3:29         |
| 4.  | «Map of the Problematique» | Схема проблемы                               | 4:18         |
| 5.  | «A Soldier’s Poem»         | Поэма солдата                                | 2:03         |
| 6.  | «Invincible»               | Неуязвимы                                    | 5:00         |
| 7.  | «Assassin»                 | Убийца                                       | 3:31         |
| 8.  | «Exo-Politics»             | Внешняя политика                             | 3:53         |
| 9.  | «City of Delusion»         | Город заблуждений                            | 4:48         |
| 10. | «Hoodoo»                   | Приносящий несчастье (вариант — «Неудачник») | 3:43         |
| 11. | «Knights of Cydonia»       | Рыцари Кидонии                               | 6:06         |
| 12. | «Glorious» (бонус-трек)    | Славный                                      | 4:41         |

## Детали релизов
| Страна              | Дата           | Лейбл                          | Формат             | Catalog                 |
| ------------------- | -------------- | ------------------------------ | ------------------ | ----------------------- |
| Япония              | 28 июня 2006   | Warner Music Japan             | CD (+ bonus track) | WPCR-12306              |
| Япония              | 28 июня 2006   | Warner Music Japan             | CD                 | WPCR-12307              |
| Германия            | 30 июня 2006   | Warner Bros. Records           | CD                 | —                       |
| Великобритания      | 3 июля 2006    | Helium 3, Warner Bros. Records | CD                 | HEL3002CD / 2562635495  |
| Великобритания      | 3 июля 2006    | Helium 3, Warner Bros. Records | digipak            | HEL3002CDX / 2564635092 |
| Австралия           | 7 июля 2006    | Warner Music Australia         | CD                 | 2564635095              |
| США                 | 11 июля 2006   | Warner Bros. Records           | CD                 | 0 9362-44284-2 8        |
| США                 | 11 июля 2006   | Warner Bros. Records           | CD + DVD           | 0 9362-44350-2 0        |
| Япония (limited)    | 7 февраля 2007 | Warner Music Japan             | CD + DVD           | WPZR-30194              |
| Австралия (limited) | 7 февраля 2007 | Warner Bros. Records           | CD + DVD           | 5101197352              |

## Сертификация
| Регион | Сертификация  | Продажи    |
| --- | ------------- | ---------- |
| Австралия (ARIA) | Платиновый    | 70 000^    |
| Бельгия (BEA) | Золотой       | 25 000*    |
| Канада (Music Canada) | Платиновый    | 100 000^   |
| Дания (IFPI Danmark) | Золотой       | 20 000^    |
| Финляндия (Musiikkituottajat) | Золотой       | 15,000     |
| Франция (SNEP) | 3× Платиновый | 300 000*   |
| Германия (BVMI) | Золотой       | 100 000^   |
| Ирландия (IRMA) | Платиновый    | 15 000^    |
| Италия (FIMI) · sales since 2009 | Платиновый    | 50 000     |
| Япония (RIAJ) | Золотой       | 100 000^   |
| Новая Зеландия (RMNZ) | Платиновый    | 15 000     |
| Норвегия (IFPI Norway) | Золотой       | 20 000*    |
| Швейцария (IFPI Switzerland) | Платиновый    | 30 000^    |
| Великобритания (BPI) | 4× Платиновый | 1 200 000  |
| США (RIAA) | Платиновый    | 1 000 000  |
| Итого |               |            |
| Европа (IFPI) | 2× Платиновый | 2 000 000* |
| * Данные о продажах приведены только на основе сертификации. · ^ Данные о тиражах приведены только на основе сертификации. · Данные о продажах + прослушиваниях приведены только на основе сертификации. |               |            |